# B.Cholenahalli, Channarayapatna
B.Cholenahalli là một làng thuộc tehsil Channarayapatna, huyện Hassan, bang Karnataka, Ấn Độ.